# Tityus pictus
Espèce
Tityus pictus est une espèce de scorpions de la famille des Buthidae.

## Distribution
Cette espèce est endémique de Saint-Vincent à Saint-Vincent-et-les-Grenadines,.

## Description
Le mâle syntype mesure 63 mm et la femelle syntype 56 mm.
Les mâles mesurent de 47 à 65 mm et les femelles 51 à 54 mm
.

## Publication originale
- Pocock, 1893 : « Contribution to our knowledge of the Arthropod fauna of the West Indies. Part I. Scorpiones and Pedipalpi. Scorpiones. » Journal of the Linnaean Society, vol. 24, p. 374–404 (texte intégral).